# Magenta (DC Comics)
Magenta il cui vero nome è Frances "Frankie" Jane, è un personaggio immaginario nella serie Teen Titans della DC Comics. È una ex eroina trasformatasi in criminale.
Un progetto originale di Magenta eseguito da George Pérez prostituta in DC Sampler n. 2, il cui nome iniziale del personaggio era Polara e i suoi colori erano il rosso e il blu invece di magenta e bianco.

## Storia
Frances Jane fu la ragazza di Wally West durante i giorni di Kid Flash. Quando Wally era un membro dei Nuovi Teen Titans, Frances sperimentò nuove esperienze, come fare fluttuare oggetti senza controllo. Su madre che fosse posseduta, una convinzione fondata quando, durante un episodio specialmente potente, comparve la silhouette di una persona provvista di corna. I Titans riuscirono a salvarla, e poco dopo Frances scoprì possedere super poteri magnetici. Ignaro ai Titans, la silhouette non era un demone, ma il super criminale magnetico Dottor Polaris, che intrappolato in un'altra dimensione da Lanterna Verde, tentava di utilizzare i poteri nascenti di Frances per evadere.
Wally la spinse a diventare la "ragazza di Kid Flash" - una supereroina. Divenne "magenta" (una parola che suggeriva "magnete"), e utilizzò i suoi poteri come la "super ragazza" di Kid Flash, e come un'alleata dei Teen Titans. La pressione dell'essere un'eroina la riempì di stress, e così la coppia si divise. West si pentì di ciò raggiunta l'età adulta.
Nonostante si fossero lasciati, Frances provava ancora dei sentimenti per Wally (di cui alcuni negativi), e quando la Justice League si scontrò con i Titans, Magenta giunse in aiuto, utilizzando i suoi poteri per mettere in funzione una macchina che fu vitale per la salvezza della Terra da parte di massicce porzioni di detriti da alcuni pianeti cadenti.
I suoi sforzi eroici mascheravano la sua crescente insanità mentale. Sebbene Frances venisse chiamata spesso "bipolare", come una specie di gioco di parole sarcastico sui suoi poteri magnetici, la sua insanità sembrò somigliare molto più ad un disordine di personalità multipla; tutto lo stress e il risentimento emersero in una nuova e più aggressiva identità, mentre la sua personalità "regolare" cominciò a divenire sempre meno forte e timida. È da notare che questa doppia personalità si dimostrò anche nel Dottor Polaris, sebbene la sua metà malata precedette la sua carriera super criminale.
La "nuova" Magenta costrinse una battaglia contro Wally West (ora terzo Flash), che subito degenerò in uno scontro, e quando la polizia intervenne, utilizzò i suoi poteri per strappare le otturazioni dai loro denti. Flash rimase scioccato dalla quasi tendenza omicida di Frances.
Frances incontrò Wally molte volte in futuro. In un incidente, era calma e non-violenta, e capì che utilizzare i suoi poteri avrebbe risvegliato il suo lato "oscuro". Sfortunatamente, dovette utilizzare i suoi poteri quando uno dei nemici di Flash portò una bomba in un luogo determinato della città. Frances, a cavalcioni su Flash, riuscì a identificare la bomba e, rischiando di diventare cattiva, la fece levitare così in alto che l'esplosione non ferì nessuno. Durante quel periodo, divenne amica di Linda Park, la ragazza e futura moglie di Wally, parlando di cose che Wally fece in passato.
Successivamente, ritornò e tentò di uccidere Flash. Utilizzando i suoi poteri per dirottare un veicolo trasporta-macchine, fece il giro della città. Gettò a Flash tutte le auto che riuscì a trovare, che non aveva tempo di giocare a schivare le auto in quanto doveva proteggere i cittadini dai possibili mezzi volanti. Con l'aiuto di Linda, Frances si calmò abbastanza da fermare la sua furia.
Successivamente, quando Cicada cominciò ad attaccare Flash, Magenta ebbe una conversione precoce. Fu presente alla battaglia finale tra i due, ma fuggì. Si unì ai Nemici di Blacksmith dove attirò l'attenzione affettiva di Girder. Le saltarono i nervi e lo fece a metà.
Nella storia del 2005 "Rouge War", la si vide tra i ranghi dei Nemici riformati di Jesse James (con lui vi erano Heat Wave e il Pifferaio). Quando attaccarono il gruppo di Capitan Cold, fu sconfitta dal Mago del Tempo.
Più recentemente, fu vista tra le file della nuova Injustice League ed è una dei criminali esiliati presenti in Salvation Run. Sulla Terra, si unì alla Squadra di Vendetta su Cyborg, un gruppo di criminali i cui poteri avevano effetti sui metalli e le parti cibernetiche assemblate dal misterioso Mister Orr, su richiesta di Enclave M, per catturare il supereroe Cyborg e investire le sue scoperte e le tecnologie per usi militari. Cyborg le diede una shock elettrico così potente che le fece perdere i sensi, ignara di dove fosse o cosa avesse fatto, ma fu ancora in grado di riconoscere il suo vecchio compagno di squadra.

## Poteri
Il potere principale di Magenta consiste nel poter manipolare i campi elettromagnetici, e dunque primariamente i metalli. Il massimo quantitativo di materia che può manipolare contemporaneamente è sconosciuto.
Le sue abilità si estendono fino al livello atomico, cosa che gli permette di manipolare le strutture chimiche e di riorganizzare la materia, anche se questo è spesso un compito per lei faticoso. Magenta può manipolare un gran numero di singoli oggetti contemporaneamente e con i suoi poteri è stata in grado di assemblare macchinari complessi. In misura minore può influenzare anche oggetti non metallici e non magnetici, e può far levitare se stessa e gli altri (sempre tramite il controllo dei campi elettromagnetici). Può inoltre generare degli impulsi elettromagnetici di grande forza e generare e manipolare l'energia elettromagnetica fino al livello dei fotoni. Un altro modo in cui Magenta usa spesso il suo potere è la proiezione di campi di forza che possono bloccare selettivamente materia ed energia. Questi campi sono abbastanza forti da resistere alla detonazione di molteplici armi termonucleari, per cui Magenta è invulnerabile a molti danni quando circondata dal suo scudo e grazie a esso può sopravvivere temporaneamente nello spazio profondo. Egli può anche incanalare i suoi poteri attraverso il proprio corpo per aumentare la sua resistenza e durata ben oltre i limiti umani e ha un tempo di reazione di base quindici volte più breve di quello degli esseri umani normali. In un'occasione egli ha alterato il comportamento dei campi gravitazionali attorno a lei, cosa che viene attribuita all'esistenza di un campo unificato che egli può manipolare.

## Altri media
Nella serie televisiva The Flash Magenta appare nella terza stagione interpretata da Joey King.